# Erciyes Express
Erciyes Express est l'un des trains de la ligne principale du TCDD Taşımacılık qui circule tous les jours entre Kayseri-Adana-Kayseri.

## Exploitation

### Matériel
Il est composé de wagons avec des places assises équipées de larges sièges ergonomiques. Il est tracté par une locomotive diesel.

### Parcours
L'Erciyes Express relie la région de l'Anatolie centrale à la région méditerranéenne, il dessert les gares des villes Kayseri,Niğde, Ulukışla, Pozantı et Adana. Il y a 38 tunnels le long du parcours. Le train traverse des lieux importants tels que les montagnes du Taurus, les gorges de Gülek et le pont de Varda.

### Fréquence
Il y a une navette par jour qui effectue le trajet en environ six heures.